# ウォルター・クロンカイト
ウォルター・リーランド・クロンカイト・ジュニア（Walter Leland Cronkite, Jr、1916年11月4日 - 2009年7月17日）は、アメリカのジャーナリスト、アンカーマンである。そのリベラルかつ愛国的な姿勢から、「アメリカの良心（the most trusted man in America）」と呼ばれた。

## プロフィール

### ジャーナリズムの世界へ
ミズーリ州セントジョセフでウォルター・レランド・クロンカイトとヘレン・レナの間に生まれ、テキサス州で育つ。テキサス大学を中退。地方紙の記者としてジャーナリズムの世界に入る。
その後オクラホマ州の地方ラジオ局の報道レポーターや、ブラニフ航空の地上職員などを経て、1937年にアメリカを代表する通信社の1つであるUP通信に入社する。

### 従軍記者

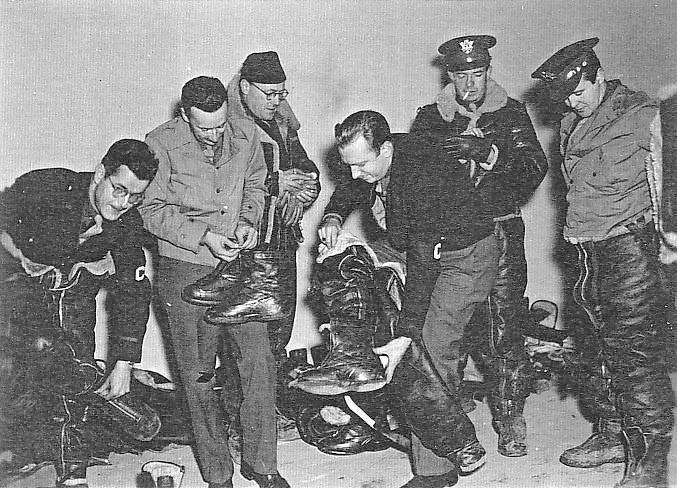
イギリス空軍の爆撃機の搭乗訓練を受けるクロンカイト（右から3番目/1943年）

1939年9月に勃発し、1941年12月の日本による真珠湾攻撃を機にアメリカも参戦した第二次世界大戦には、従軍記者としてフランスやドイツなどのヨーロッパ戦線を、ロンドンを拠点として取材、ロンドン大空襲やノルマンディー上陸作戦、バルジの戦いなどのレポートを行った。また、終戦後にはドイツ高官に対する戦争裁判であるニュルンベルク裁判や、各地で行われた戦争裁判も取材した。
また、冷戦が始まりつつあった1947年からは第二次世界大戦の連合国の友邦の1つであったが、独裁者のスターリンの指導下で西側諸国との対立が進んでいたソビエト連邦の首都のモスクワに特派員として駐在した。

### テレビへ
1950年に、その後アメリカ3大テレビネットワークの一つとなるCBSに入社し、黎明期のテレビジャーナリズム界での活動を開始した。1953年はイギリスのエリザベス2世女王の戴冠式の中継を行った。

### 『CBSイブニングニュース』

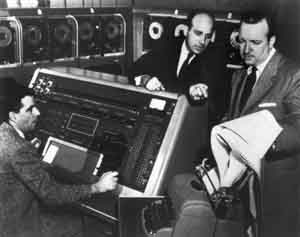
取材中のクロンカイト（右端）

1962年4月16日から1981年3月6日にかけて、CBSの看板番組であり「アメリカのテレビジャーナリズムの象徴」とも言われたニュース番組『CBSイブニングニュース』の2代目アンカーマンを務め、当時視聴率面でトップだったNBCの『ハントリー・ブリンクリー・レポート』（『NBCナイトリーニュース』の前番組）を追い抜いた。真摯な報道姿勢からアメリカ国民の70%以上が支持し、別名「大統領よりも信頼できるニュースアンカー」と呼ばれるなど一躍アメリカを代表するジャーナリストの一人となった。
『メディアの権力』では、ケネディ大統領は『CBSイブニングニュース』のエグゼクティブ・プロデューサーだったドン・ヒューイットに対し「クロンカイトは共和党だ」と決めつけ、ヒューイットが否定したが、通信社時代から親交のあったアイゼンハワーとべったりだと聞く耳を持たなかったとしている。
エンディングの「And that's the way it is.（では、今日はこんなところです）」は名ゼリフとして知られる。これに対し、彼の後を継いだダン・ラザーは「That's the part of world tonight.（今夜世界では、こんな事もありました）」という言い回しを使った。
ちなみに、2006年9月4日から2010年1月2日の放送まで、番組オープニング時の「This is the CBS Evening News with Katie Couric.（ケイティ・クーリックがお伝えする『CBSイブニングニュース』です）」というタイトルコールはウォルターの声であった。

### ケネディ暗殺
1963年11月22日に、テキサス州ダラスで遊説中に起きたジョン・F・ケネディ大統領の暗殺（ケネディ大統領暗殺事件）を伝える速報番組の中で、悲しみのあまり涙で言葉を詰まらせながらも速報を伝えるウォルターの姿がアメリカ中に流された。以後、この時のウォルターの姿がケネディ大統領暗殺の悲劇に対するアメリカ人の感情を象徴するものとして引用されるようになった。

### ベトナム戦争

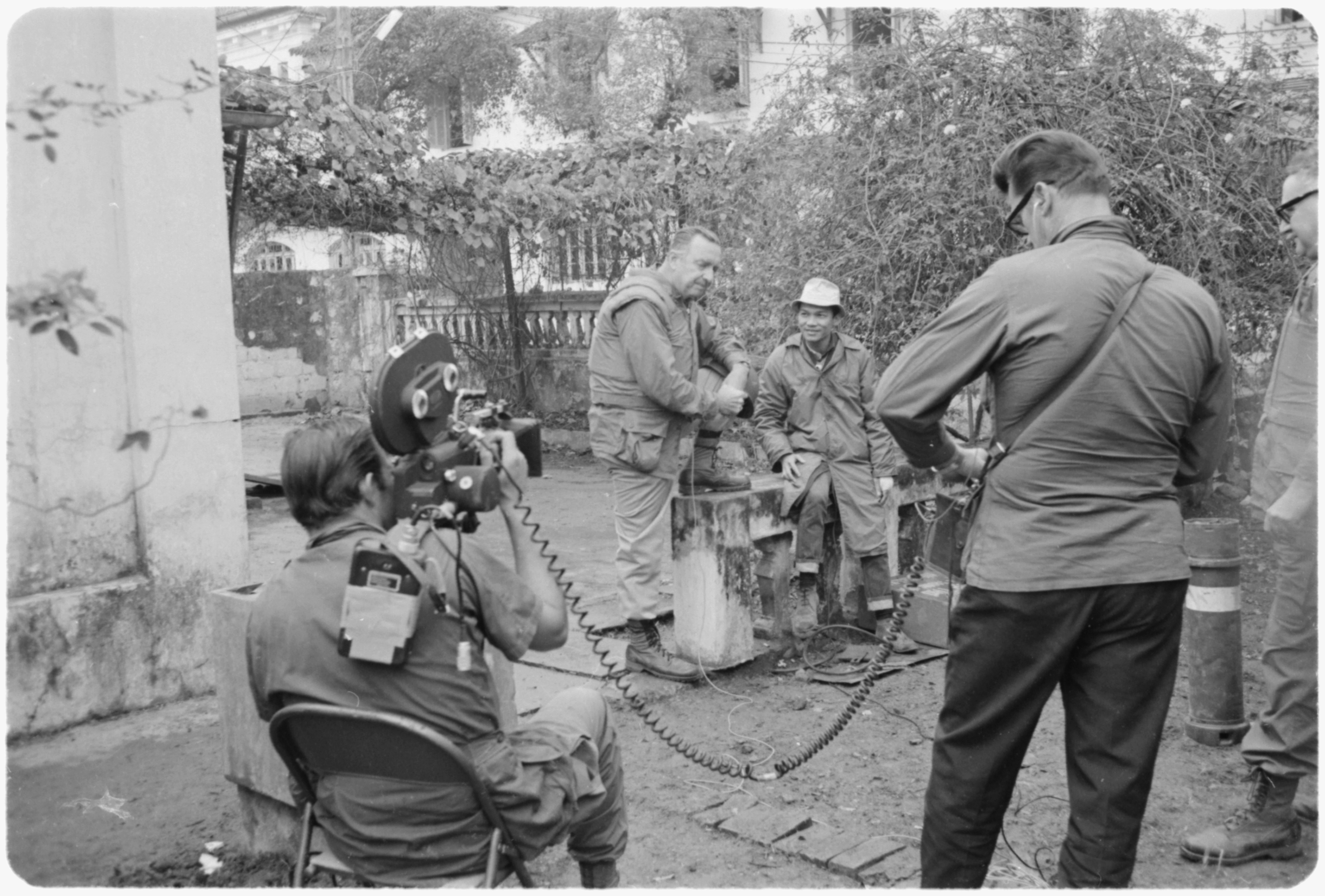
フエで大学教授のインタビューを行うクロンカイト（1968年）

ケネディ政権時代の1960年代前半にアメリカが本格介入したベトナム戦争に対して、当初は客観的な立場からの報道を続けていたものの、1968年1月に南ベトナム解放民族戦線による南ベトナムへの攻撃「テト攻勢」が行われた直後に、南ベトナム各地を取材で訪れてからは、「民主主義を擁護すべき立場にある『名誉あるアメリカ軍』には、これ以上の攻勢ではなく、むしろ交渉を求めるものであります」と厳しい口調でアメリカ軍の介入を批判、アメリカの世論に大きな衝撃と影響を与えた。
これを知らされた当時のリンドン・B・ジョンソン大統領は、「クロンカイト（の支持）を失うということは、アメリカの中産階級（の支持基盤）を失うということだ（If we've lost Cronkite, we've lost Middle-America）」と嘆いたという。その後民主党内の保守派の多くもベトナム戦争の継続に懐疑的になり、この直後にジョンソンは2期目の大統領選への出馬を断念するに至った。

### 引退

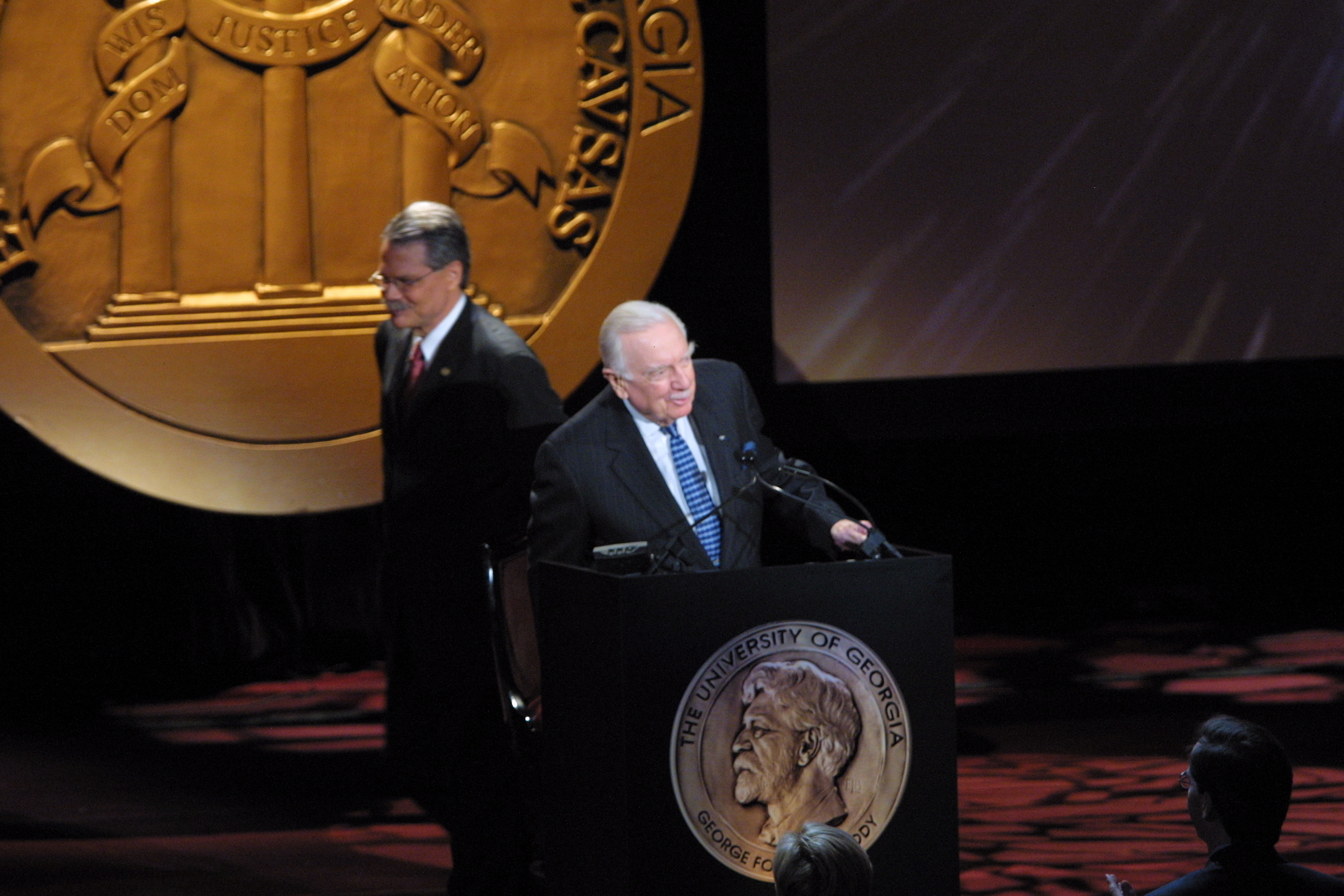
スピーチを行うクロンカイト（2002年）

その後も『CBSイブニングニュース』のアンカーマンとして活躍するほか、大統領選挙特別番組をはじめとする様々な番組の進行役を務めたが、1980年2月14日に同番組からの降板を表明、翌1981年3月6日に降板した。

### 引退後
その後『CBSイブニングニュース』のアンカーマンはダン・ラザーに引き継がれたが、CBSやCNNなどの特派員や執筆活動を通じてジャーナリストとしての活動を継続した。また同時にジャーナリスト養成学校で教鞭を取り、後進の育成にあたった。1981年には、ジミー・カーター大統領によって大統領自由勲章を授勲された。
1995年には、映画『アポロ13』に本人役でカメオ出演。2006年3月には、宇宙飛行士でない人間として初めてNASA大使に選ばれた。2009年7月17日、ニューヨーク州の私邸にて脳疾患により死去した。